# Die deutschsprachigen Schriftstellerinnen des 18. und 19. Jahrhunderts
Die deutschsprachigen Schriftstellerinnen des 18. und 19. Jahrhunderts ist ein biographisches Nachschlagewerk von Elisabeth Friedrichs von 1981. Es enthält biographische Angaben zu etwa 4000 Autorinnen.

## Geschichte
Die Bibliothekarin an der Universitätsbibliothek Tübingen, Elisabeth Friedrichs, forschte über 10 Jahre lang, um Informationen über bekannte und unbekannte Autorinnen des 18. und 19. Jahrhunderts zu finden. Dazu wertete sie über 400 historische Werke und unzählige Zeitschriften aus und verschickte über 1000 Briefe. Sie ermittelte Angaben über etwa 4000 Autorinnen, von denen viele bis dahin nahezu unbekannt waren. Dazu kamen neue Informationen über bekannte Autorinnen. Durch Ehenamen und Pseudonyme wurden insgesamt mehr als 8000 Namen der Autorinnen ermittelt. Es mussten auch einige Geburtsdaten korrigiert werden (manche Frauen hatten sich bis zu 20 Jahre jünger gemacht).
Das Manuskript konnte im September 1980 abgeschlossen werden. Elisabeth Friedrichs wies auf die verständliche Unvollständigkeit der Forschungsergebnisse hin. Das Lexikon erschien 1981 im Verlag J.B. Metzler in Stuttgart. Weitere Auflagen gab es nicht. 
Die umfangreichen Unterlagen, die auch Zeitschriftenausschnitte, Antwortschreiben und weitere Materialien zu den einzelnen Autorinnen enthalten, befinden sich jetzt im Literaturarchiv Marbach.

## Inhalt
Das Lexikon enthält Angaben zu Schriftstellerinnen, die zwischen etwa 1690 und 1875 geboren wurden. Es sind nur deren Namen und Lebensdaten, sowie kurze Angaben zu Vätern und Ehemännern angegeben, außerdem in einigen Fällen Verbindungen zu anderen Schriftstellerinnen und Schriftstellern ihrer Zeit. Weitere biographische Informationen enthält das Lexikon nicht. 
Dazu gibt es ausführliche Angaben zur biographischer Literatur über die jeweilige Autorin. (Die wichtigsten Nachschlagewerke über Schriftstellerinnen dieser Zeit waren Franz Brümmer: Lexikon der deutschen Dichter und Prosaisten, 7 Bände, 1913, und Sophie Pataky: Lexikon deutscher Frauen der Feder, 2 Bände, 1898)
Berücksichtigt wurden meist nur Verfasserinnen von belletristischer Literatur (Romane, Erzählungen, Gedichte und Theaterstücke). Nicht aufgenommen wurden weitere Autorinnen wie Reiseschriftstellerinnen, Briefschreiberinnen, Biographinnen, Frauenrechtlerinnen sowie politische, wissenschaftliche und geistliche Schriftstellerinnen, sofern nicht mindestens ein Gedicht von ihnen aufgefunden wurde.

## Ausgabe
- Elisabeth Friedrichs: Die deutschsprachigen Schriftstellerinnen des 18. und 19. Jahrhunderts. Ein Lexikon (= Repertorien zur deutschen Literaturgeschichte Band 9). J.B. Metzler, Stuttgart 1981, ISBN 3-476-00456-2 (eingeschränkte Vorschau in der Google-Buchsuche).